# Horné Saliby
Horné Saliby (in ungherese Felsőszeli) è un comune della Slovacchia facente parte del distretto di Galanta, nella regione di Trnava.